# Шевченко, Тимофей Андреевич
Тимофей Андреевич Шевченко (1907, село Семеновка, теперь Криничанского района Днепропетровской области — 1972, Днепропетровская область) — украинский советский деятель, новатор сельскохозяйственного производства, бригадир тракторной бригады Верховцевской МТС и колхоза «Заря коммунизма» Криничанского района Днепропетровской области. Депутат Верховного Совета УССР 6-го созыва. Герой Социалистического Труда (26.02.1958).

## Биография
Родился в бедной крестьянской семье. Трудовую деятельность начал подпаска скота. Работал сапожником, колхозником колхоза села Семеновки Криничанского района Днепропетровской области.
Окончил курсы механизаторов.
Со второй половины 1940-х годов до 1958 года — бригадир тракторной бригады Верховцевской машинно-тракторной станции (МТС) Криничанского района Днепропетровской области.
Достигал высоких результатов в выращивании и уборке кукурузы, использовал передовой метод широкорядных посевов. В 1955—1958 годах тракторная бригада Шевченко собирала по 43 и более центнеров зерна кукурузы с гектара. В 1957 и 1966 годах демонстрировал передовые методы труда по выращиванию кукурузы в Венгерской Народной Республике.
С 1958 года — бригадир тракторной бригады колхоза «Заря коммунизма» села Семеновки Криничанского района Днепропетровской области. В 1962 году бригаде присвоено звание коллектива коммунистического труда. На базе тракторной бригады Шевченко действовала Днепропетровская областная школа распространение передового опыта.
Трагически погиб в 1972 году.

## Награды
- Герой Социалистического Труда (26.02.1958)
- орден Ленина (26.02.1958)
- медаль «За трудовую доблесть» (31.05.1952)
- две Большие золотые медали Всесоюзной сельскохозяйственной выставки (1954, 1957)
- медали